# 大沼公園車站
大沼公園車站 （日语：／ Ōnuma-kōen eki */?）是由北海道旅客鐵道（JR北海道）所經營的鐵路車站，位於日本北海道龜田郡七飯町，是JR北海道函館本線沿線車站之一，位於大沼與森之間的函館本線主線上。
車站得名自鄰近的大沼國定公園。「大沼」來自於阿伊努語的「poro-to」，意思為「很大的湖泊」。

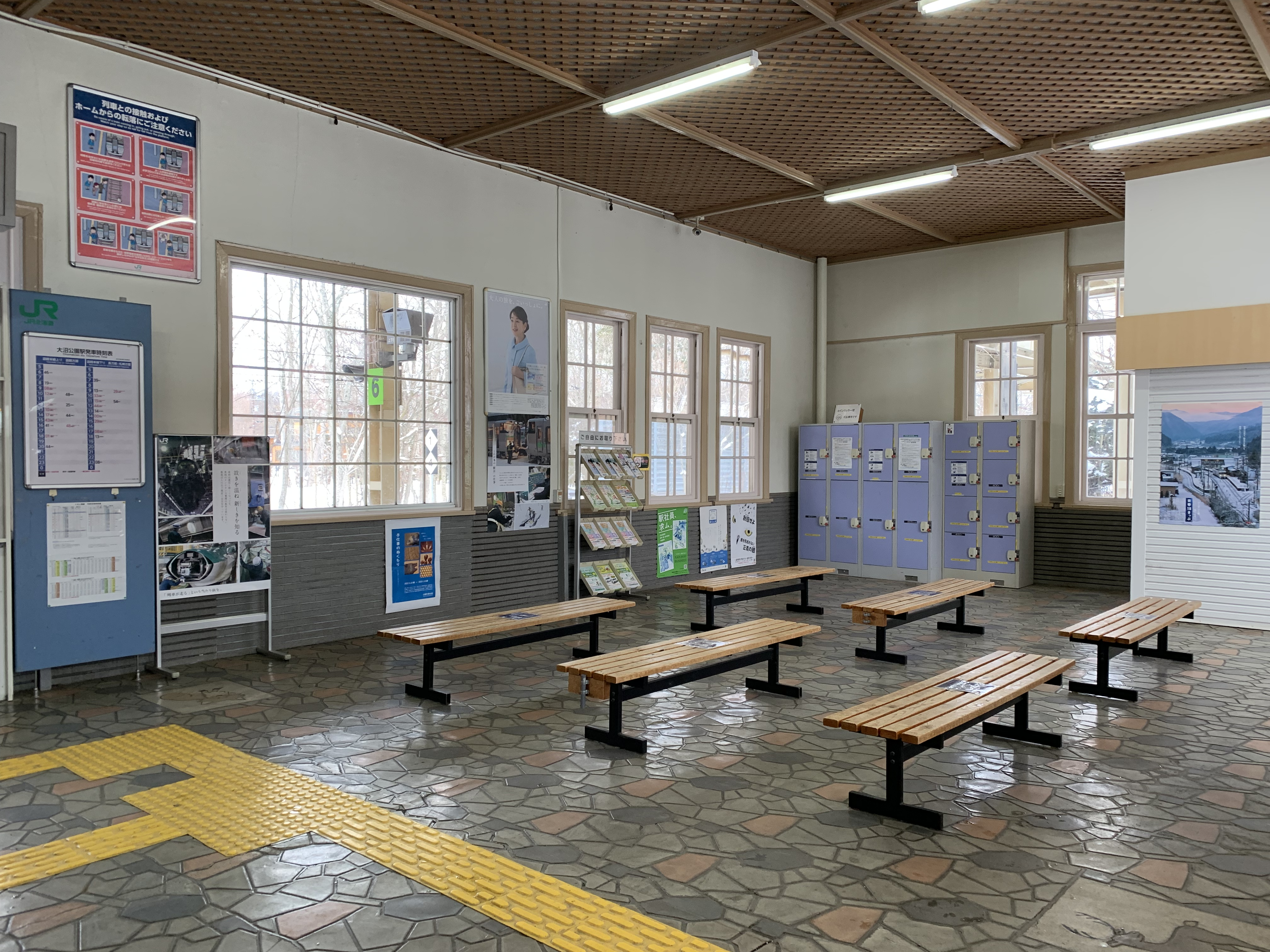
車站內部(2022年12月)

## 簡介
由於車站鄰近北海道知名景點、大沼國定公園境內的大沼與小沼兩座湖泊，特急「北斗號」列車的日間班次均停靠本站。已經停運的快速列車「鳶尾花號」（アイリス）在內的幾列函館本線優等車輛，亦曾在本站停靠。
大沼公園車站在1907年初設時，原本只是個臨時上下車站（大沼公園臨時乗降場），1908年時升格為臨時車站（大沼公園仮停車場），並在1920年時改名為大沼（大沼仮停車場），成為第二代的大沼車站，而在同時原本的大沼車站（第一代，即今日的第三代大沼車站）則改名為「軍川」。1924年升格為正式車站（大沼駅），直到1964年時才改回大沼公園的原名，而軍川站也在同時復名「大沼」。
除了函館本線之外，在1929年至1945年間，大沼公園車站也曾是地方鐵路大沼電鐵的車站之一。但該路線在1945年、函館本線砂原支線通車的時候廢除。

## 車站構造

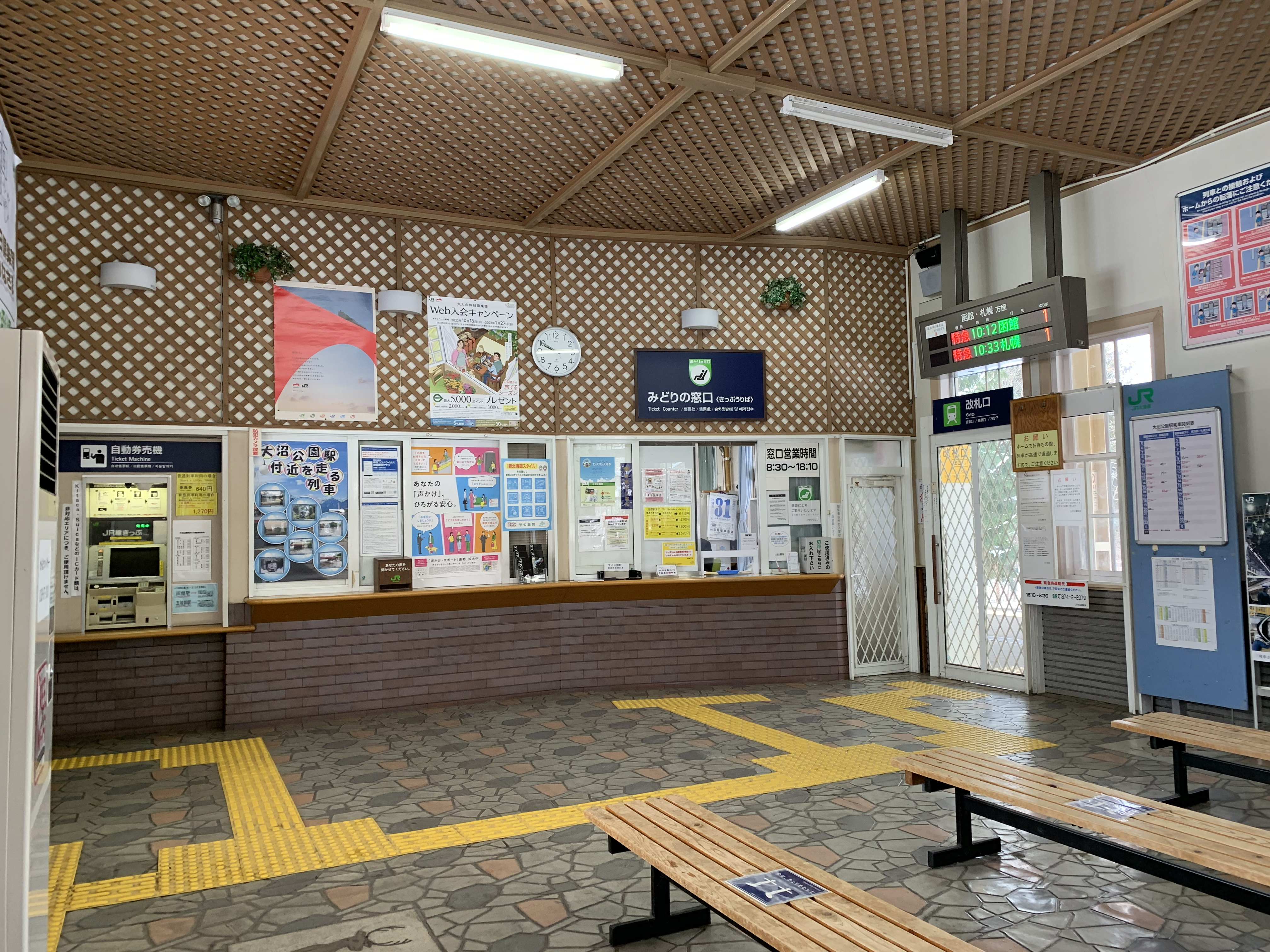
驗票口(2022年12月)

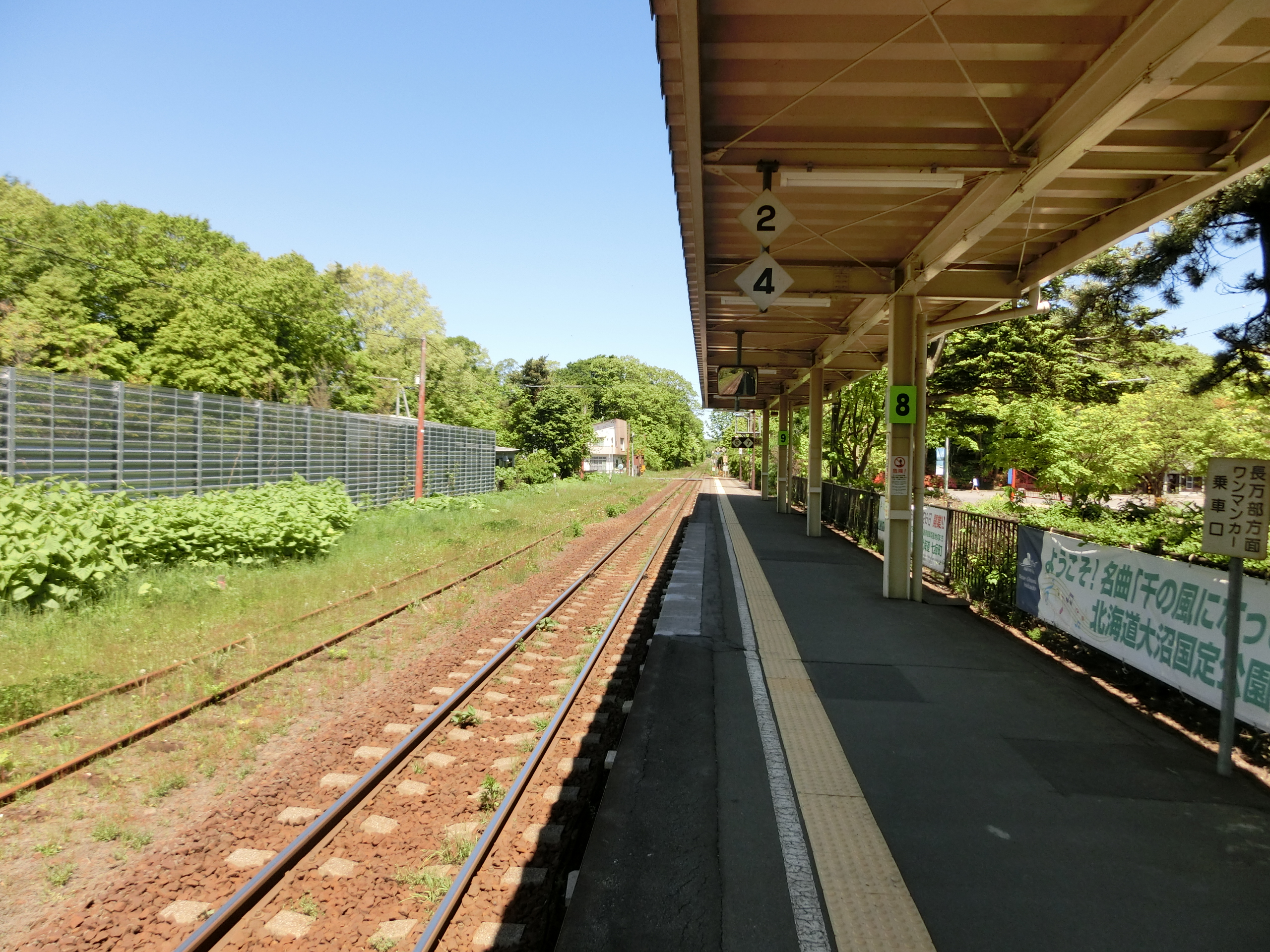
月台(2018年5月)

### 月台配置
本站為側式月台1面1線的地面車站。道內的特急停車站當中，只有此站與稚內站是只設一個上下車用的月台以及一條軌道的。車站由大沼站管理，日常運營業務則委託予JR北海道的全資子公司北海道JR服務網代爲經營。
| 月台 | 路線      | 方向 | 目的地               |
| ---- | --------- | ---- | -------------------- |
| 1    | ■函館本線 | 上行 | 大沼、函館方向       |
| 1    | ■函館本線 | 下行 | 森、長萬部、札幌方向 |

## 相鄰車站
北海道旅客鐵道（JR北海道）
■函館本線
■特急「北斗」（1、3、18、19、20、21、22）
通過
■特急「北斗」（其他班次）
新函館北斗（H70）－大沼公園（H67）－森（H62）
■ 普通
大沼（H68）－大沼公園（H67）－赤井川（H66）

### 曾經存在的路線
大沼電鐵
大沼電鐵線
大沼公園－大八灣

## 外部連結
- JR北海道大沼公園站 （页面存档备份，存于）
- NHK介紹大沼公園站 （页面存档备份，存于）（2009年）